# Legio I Italica

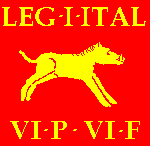
Signum der Legio I Italica

Die Legio I Italica war eine Legion der römischen Armee, die von 66/67 n. Chr. bis ins 5. Jahrhundert hinein bestand. Als Emblem verwendete die I Italica ein Wildschwein und manchmal auch einen Stier oder Steinbock.

## Geschichte der Legion

### Julisch-claudische Dynastie
Gemäß einer Inschrift wurde die Legion am 20. September 66 oder wahrscheinlicher 67 offiziell aufgestellt, als Kaiser Nero dem Kommando feierlich die Standarten überreichte. In den Jahren zuvor wurden auf kaiserlichen Befehl in Italien die Legionäre rekrutiert, die mindestens 1,80 m groß sein mussten und in einem Feldzug in Armenien und dem Nahen Osten marschieren sollten. Nero bezeichnete die Legion einmal auch als „Phalanx Alexanders des Großen“, was seine Pläne für die künftige Ostpolitik verdeutlicht. Nero sah sich gezwungen, seine Pläne aufzugeben. Nicht einmal zu dem ursprünglich befohlenen Stützpunkt in Kleinasien gelangte die Legion, da während der Verlegung Gaius Iulius Vindex, der Statthalter von Gallia Lugdunensis, revoltierte. Die Legion kehrte sofort zurück und kam im März oder April 68 in Gallien an, wurde jedoch wohl nicht mehr gebraucht, da Lucius Verginius Rufus den Aufstand bereits niedergeschlagen hatte.

### Vierkaiserjahr
Die Feldherren Publius Petronius Turpilianus und Rubrius Gallus wurden im Vierkaiserjahr 69 gegen den aufständischen Galba, einen Verbündeten des Vindex, gesandt. Im Juni 69 erhob der Senat Galba zum Kaiser. Petronius Turpilianus lief zu Galba über und Nero beging Selbstmord. Galba, der den Rheinlegionen misstraute, stationierte die Legio I Italica in Lugdunum (heute Lyon). Die Legionen, die den Aufstand niedergeschlagen hatten, sahen sich auf einmal in die Ecke des Staatsfeindes gedrängt und revoltierten im Januar 69 unter Vitellius. Die Soldaten der Italica schlossen sich unter ihrem Legaten Gaius Manlius Valens dem Aufstand sofort an, verließen ihre provisorische Basis in Lyon und schlossen sich dem Marsch der Rebellen nach Italien an.
Galba wurde noch vor den ersten Kampfhandlungen ermordet; die Rebellen traten also am 14. April 69 bei der Ersten Schlacht von Bedriacum in der Nähe von Cremona gegen die Truppen des neuen Kaisers Otho an und siegten. Vitellius konnte die so errungene Kaiserwürde jedoch kaum genießen, da sich nur Monate später der hohe Militär Vespasian zum Kaiser ausrufen ließ. Am 24. Oktober wurden die Truppen des Vitellius in einer zweiten Schlacht bei Bedriacum geschlagen. Vitellius wurde getötet, und Vespasian erlangte die Herrschaft (Vierkaiserjahr).

### Flavische Dynastie
Nach dieser Niederlage schickte Vespasian die I Italica in die römische Provinz Moesia (Mösien). Dort wurde sie, vermutlich von Anfang an, im Legionslager Novae, dem heutigen bulgarischen Swischtow, am Donaulimes stationiert. Hier sollte die Legion bis zu ihrem Ende bleiben.

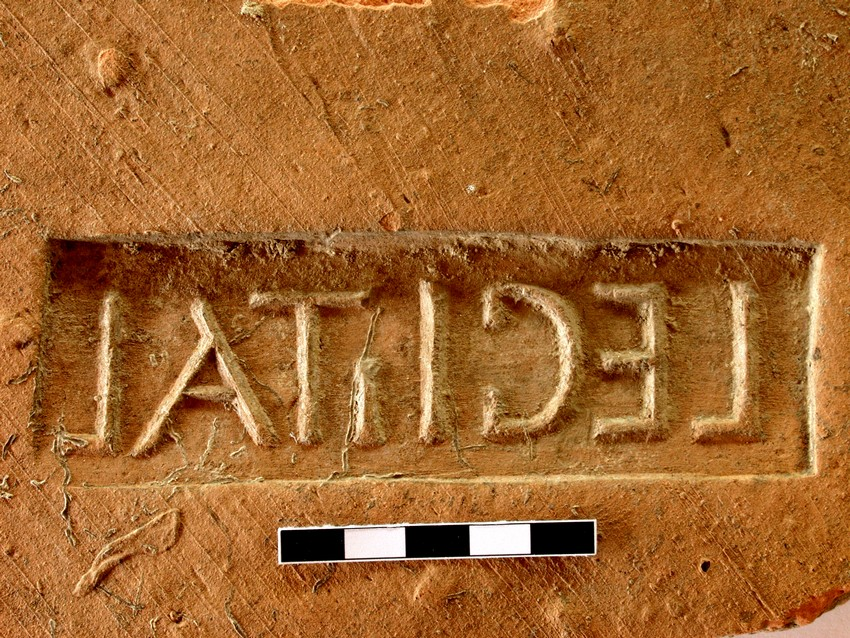
In Novae gefundener Ziegel mit dem Stempel der Legio I Italica

Schon im Winter 69/70 kam es zu den ersten Kampfhandlungen, als die Sarmaten nördlich der Donau die Schwächung Roms durch den Bürgerkrieg ausnutzten und Moesia angriffen. Der Statthalter Gaius Fonteius Agrippa wurde getötet, und die dort stationierten Truppen erlitten schwere Verluste. Erst unter dem neuen Statthalter Rubrius Gallus konnte im Verlauf des Jahres 70 die Ordnung wiederhergestellt werden. Um 85/86 eskalierte der Konflikt mit den Dakern, in dem auch die Legio I Italica eingesetzt wurde. Kaiser Domitian (81–96) teilte die Provinz Moesia in Moesia inferior (Niedermoesien) und Moesia superior (Obermoesien) auf. Die Legio I Italica blieb in Novae in Moesia inferior. Etliche Legionäre leisteten ihren Dienst mit Polizei- und Verwaltungsaufgaben beim Stab des Statthalters oder auf kleineren Außenposten im westlichen Teil Niedermösiens zwischen Almus (Lom) und Sexanta Prista. Vexillationen wurden aber auch zu Bauarbeiten an den „Frontabschnitten“ benachbarter Legionen eingesetzt.
Domitian (81–96) siedelte zu Beginn seiner Herrschaft Veteranen der Legionen I Italica, III Augusta, IIII Macedonica, V Macedonica, V Alaudae, IIII Flavia und VII Claudia in der neugegründeten Stadt Scupi (Skopje) an.

### Adoptivkaiser

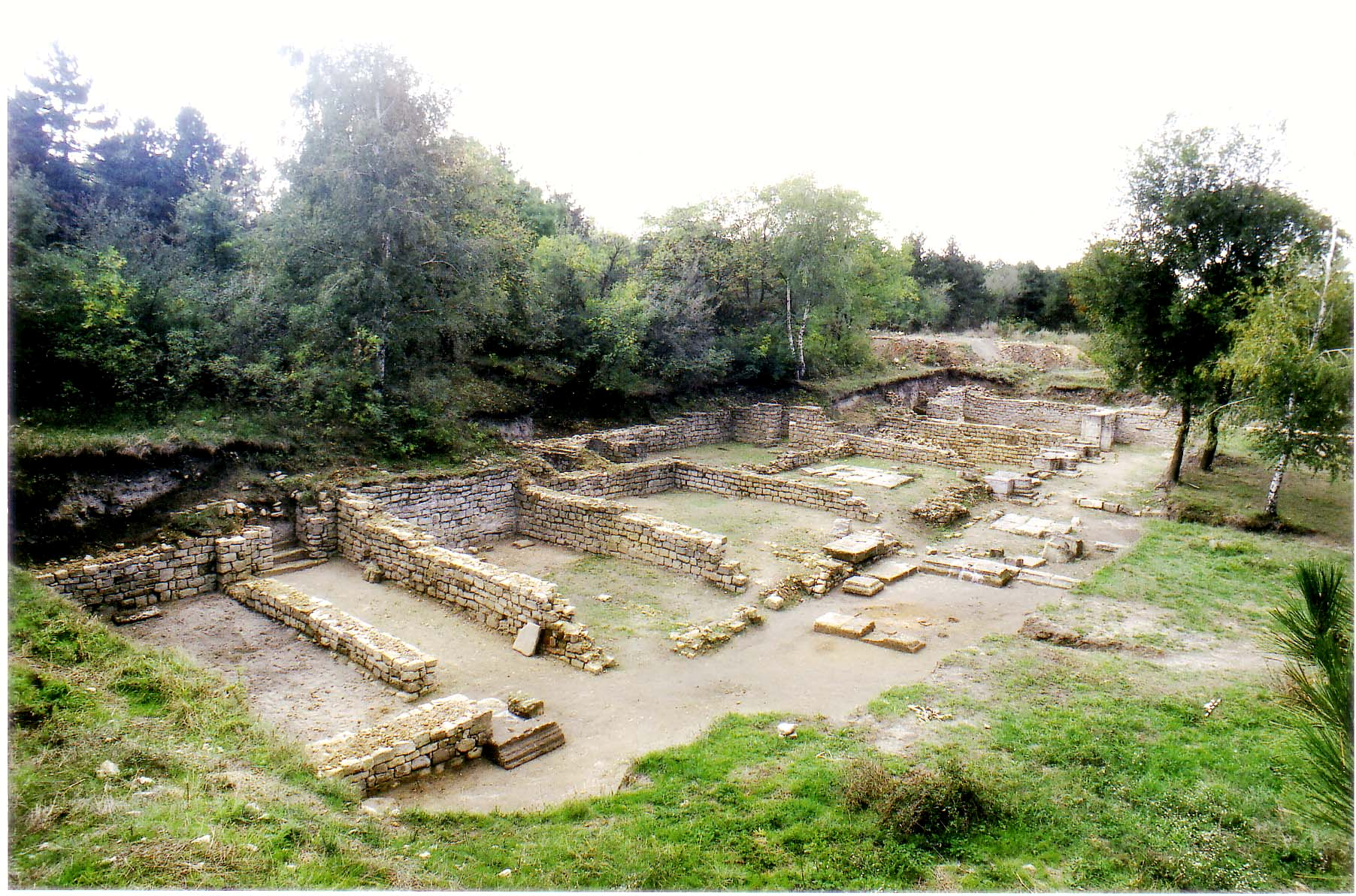
Reste der Principia (Stabsgebäude) in Novae

Im Jahr 98 war das alte Holz-Erde-Lager in Novae durch eines in Steinbauweise ersetzt worden. Trajan (98–117) gründete in Colonia Ulpia Oescus und Celei (bei Corabia) Veteranenkolonien, in denen auch Veteranen der Legio I Italica angesiedelt wurden. Blieb das Hauptquartier der Legion auch in Novae, so wurden wiederholt Vexillationen der Legio I Italica zu anderweitigen Militäraktionen abgeordnet. So ist zum Beispiel bekannt, dass Truppen der Italica ins Barbaricum nach Chersonesus Taurica (Bosporanisches Reich, Krim) geschickt wurden, um einige der dortigen griechischen Städte zu schützen, aber auch um Bauvorhaben auszuführen. Nach einer unhistorischen Legende wurde im Jahr 102 Papst Clemens auf die Krim verbannt und dort durch Soldaten der Ersten Legion hingerichtet.
Immer wieder wurden Einheiten der Italica ausgesandt, um bei den Dakerkriegen Trajans teilzunehmen. Während des trajanischen Feldzugs sicherten sie den Brückenkopf über die Donau und kämpften teilweise an der Front. Zwischen 114 und 116 nahm eine Vexillation am Partherfeldzug Trajans teil. Die fassbaren Hinweise während der folgenden fünfzig Jahren sind spärlich und zumeist nicht eindeutig. So könnten Soldaten der Legio I Italica in Delphi diverse Bauprojekte unter Hadrian beaufsichtigt und den Bar-Kochba-Aufstand von 132 bis 135 bekämpft haben.

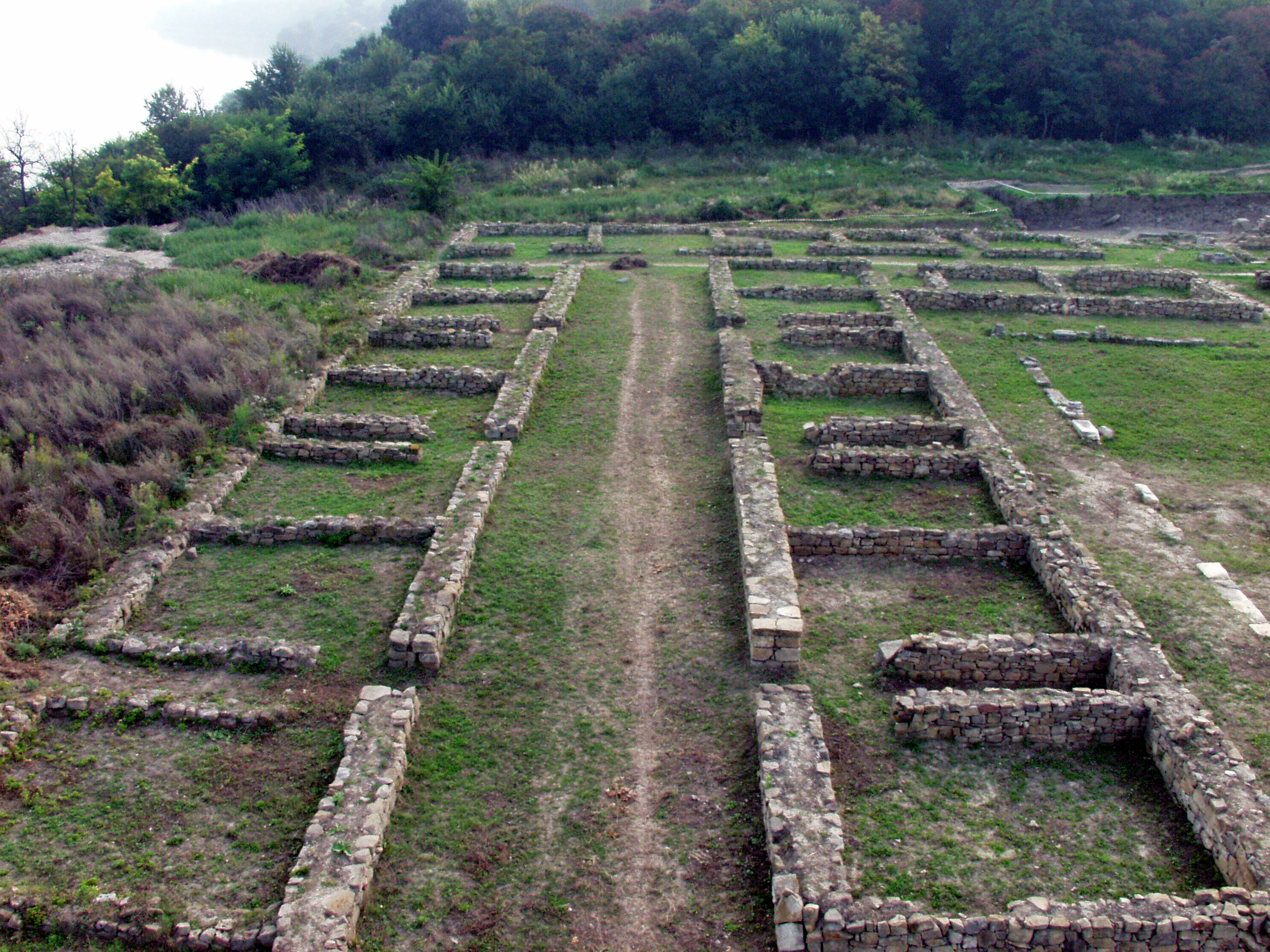
Reste des Spitals in Novae

### Antoninische Dynastie
Wahrscheinlich war unter Antoninus Pius von 139 bis 142 eine Teileinheit in Britannien stationiert, um beim Bau des Antoninuswalls zu schanzen. Vielleicht wurden von Antoninus Pius einige Einheiten der Italica auch nach Nordafrika gesandt, um einen Aufstand der Mauren niederzuschlagen.
Unter Kaiser Mark Aurel (161 bis 180) werden die historischen Spuren der Legion wieder genauer. Um die Grenzen der Provinz Dacia und die Donau zu schützen, musste der Kaiser zu mehreren Markomannenkriegen ausrücken. Der erste Feldzug begann 165 n. Chr. Damals hat sich die Legio I Italica offenbar tapfer geschlagen, da die zwei von Mark Aurel gegründeten Legionen als II Italica und III Italica bezeichnet wurden. Nach fast zehn Jahren ununterbrochenen Kämpfen, als die Erweiterung des römischen Reiches nördlich der Donau greifbar nahe lag, übergab Marcus Aurel einem jungen Senator namens Aulus Iulius Pompilius Piso den Oberbefehl über die mösischen Legionen, um die Besatzung der neuen Gebiete besser koordinieren zu können.
Die Legio I Italica war trotz Fronteinsatz offensichtlich stark mit ihrer Hauptaufgabe, dem Schutz des Donaulimes, befasst. Nach 167/168 sind zumindest Teile im rund 354 Kilometer nordöstlich gelegenen niedermösischen Donaukastell Capidava fassbar. Das Kastell bewachte eine wichtige Furt über die Donau und war zuvor von der Cohors I Germanorum civium Romanorum, einer Auxiliartruppe, besetzt gewesen. Es fanden sich auch Legions-Ziegelstempel im noch etwas weiter nördlich verorteten Kastell Dinogetia, das gleichfalls den Strom sicherte und zeitweilig auch die Donauflotte beherbergte. Von der Legion hergestellte Lehmziegel aus dieser Zeit zeigen teilweise auch Schiffsdarstellungen, was die Vermutung bekräftigt, dass die Legion über eigene Schiffe für Patrouillenfahrten, Kampfeinsätze und auch Transportaufgaben verfügte.

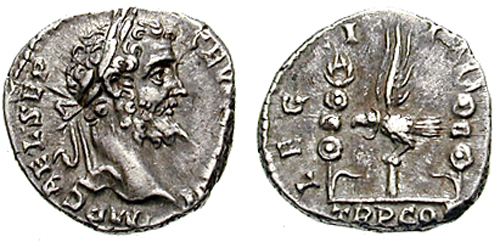
193 von Septimius Severus zu Ehren der I Italica geprägter Denar, die ihn bei seinem Kampf um den Kaiserthron unterstützte.

### Severische Dynastie
Im 2. und 3. Jahrhundert waren Vexillationen der Legio I Italica und der Legio XI Claudia
im Municipium Montanensium stationiert um die Minen der Region zu bewachen, aber auch um Bären und Wisente für Zirkusspiele zu fangen. In der severischen Zeit entfaltete die Legion in Novae eine rege Bautätigkeit.
Als 193 der pannonische Statthalter Septimius Severus zum Kaiser ausgerufen wurden, schloss sich die Italica unter ihrem Legaten Lucius Marius Maximus umgehend seiner Sache an, konnte jedoch wegen ihres entfernten Standortes bei den Kämpfen um Rom nicht teilnehmen. Dafür setzte Septimius sie 193/194 bei den Bekämpfung seines Rivalen im Osten, Pescennius Niger, ein. So ist die Teilnahme der I Italica bei der Belagerung von Byzantion, dem späteren Konstantinopel, verbürgt. 196/197 kämpfte die Legion bei Lugdunum (Lyon) gegen Clodius Albinus.
Vielleicht marschierte sie sogar noch weiter und kämpfte beim Feldzug gegen die Parther, der in der Eroberung der parthischen Hauptstadt Ktesiphon mündete. Im Jahr 205 n. Chr. trug die Legion den Namen Legio I Italica Antoniniana. Während der Herrschaft Caracallas (211–217) wurde die dakische Grenze um rund 50 Kilometer nach Osten erweitert. Zur Absicherung der neuen Gebiete zogen die Römer einen mächtigen Wall (der Limes Transalutanus), der in der Nähe von Novae begann. Es ist nicht möglich, dass bei einer so wichtigen Aktion die Soldaten der Italica unbeteiligt blieben.
Unter Severus Alexander (222–235) war die Legio I Italica Severiana, oder zumindest eine starke Vexillation, in der Provinz Dalmatia in Salonae (bei Split) stationiert.

### Soldatenkaiser

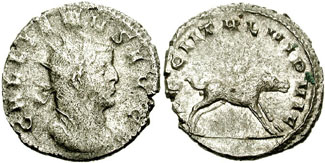
Münze des Kaisers Gallienus zu Ehren der LEG I ITAL VI P VI F

Zwischen 238 und 244 trug die Legio I Italica Gordiana den Namen des Kaisers Gordian III. Um 250 wurde Novae von den Ostgoten belagert, wobei Teile der Befestigungsanlagen zerstört wurden. Etwa zu dieser Zeit wurden Teile der östlich gelegenen Siedlung befestigt. Als Kaiser Gallienus (253–268) von Rebellionen und Usurpationen bedroht war, stand die Legio I Italica loyal zum Kaiser. Gallienus verlieh der Legion zum sechsten Mal den Titel Pia Fidelis (pflichtbewusst und treu).

### Spätantike

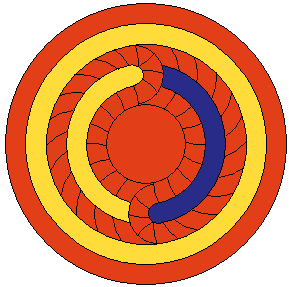
Schildbemalung der Primani (Palatinae)

Schildbemalung der Prima Italica (Pseudocomitatenses)

Im späten 3. Jahrhundert hatte sich die Legio Prima Italica, oder Legio Moesiaca, wie sie vereinzelt genannt wurde, gewandelt. Neue Rekruten wurden zum großen Teil in Thrakien ausgehoben. Die Thraker galten als furchtlose Kämpfer. In der Spätantike zur Zeit Diokletians (284–305) verhalf der gute Ruf der Legion einer Vexillation zur Aufnahme unter die Comitatenses (Feldheer).
Um das Jahr 297 zog Diokletian Truppen zusammen, zu denen Vexillationen der Legio XI Claudia, Legio VII Claudia, Legio IIII Flavia Felix und Legio I Italica gehörten, um eine Erhebung in Ägypten niederschlagen. Anführer dieser Rebellion waren Lucius Domitius Domitianus und Aurelius Achilleus. Diokletian konnte diesen Aufstand wohl im Frühjahr 298 beenden. Dann begab er sich wieder an die östliche Außengrenze. Wie eine Inschrift aus dem wohl um 300 errichteten Grenzkastell Qasr al-Azraq in der jordanischen Wüste belegt, wurde eine Vexillation aus Soldaten der Legio XI Claudia, Legio VII Claudia, Legio IIII Flavia Felix, Legio I Italica und Legio I Illyricorum unter Diokletian in der neuerrichteten Provinz Arabia (Syrien, Jordanien) verlegt. Das all dieses Männer nur für den Bau einer Straße herangezogen sein sollen, wie überlegt wurde bleibt spekulativ. Als einzige real denkbare Option stellte sich für den Archäologen Samuel Thomas Parker (1950–2021) 2006 nur ein Bedrohungsszenarium dar, das von den Sarazenen ausging. Und tatsächlich gibt es literarische Belege dafür, dass Diokletian in dieser Zeit einen Krieg gegen Sarazenen führte. Andererseits schlugen der Historiker Michel Christol und der Archäologe Maurice Lenoir (1946–2010) im Jahr 2001 vor, die Inschrift bereits auf das Jahr 273, während der Herrschaftsjahre des Kaisers Aurelian, zu beziehen. Dann hätte der gegen einfallende Feinde gerichtete Aufmarsch der Legionen in der jordanischen Wüste im selben Jahr stattgefunden, wie die Niederschlagung des Aufstands in Palmyra. Sollte diese Theorie stimmen, so deuten die einige Jahre später unternommenen starken militärischen Anstrengungen Diokletians entlang des Limes Arabicus, bei denen auch Straßen entstanden, immer noch auf anhaltende ernsthafte Probleme mit den Nomadenstämmen hin.
Wohl um 300 führte Valerius Maximianus als Praepositus vexillationis eine Einheit aus Legionären der Legio I Italica und Legio II Herculia und hinterließ in Chersonesus Taurica (Cherson) zu Ehren der Kaiser und Caesaren eine Inschrift.
Unter Konstantin (306–337) wurde diese Teileinheit nach 312 als Primani oder Primanorum Legio in die Legiones palatinae (Garde) eingegliedert. Das Lager in Novae wurde um 316/317 teilweise zerstört und das Gelände anschließend von Zivilisten besiedelt.
Um das Jahr 400 stand ein Teil der Legio Prima Italica unter dem Oberbefehl des Dux Moesiae secundae. Der Praefectus legionis und der Praefectus ripae lagen mit ihrem Truppenteil in der Garnison Novae, während ein weiterer Praefectus ripae mit seinem Truppenteil etwa 100 km stromabwärts in Sexaginta Prista (heute Russe in Bulgarien) stationiert war. Dort bewachten sie als legio ripariensis („Uferlegion“) an der Donau zu Grenze zum Barbaricum. Der Magister militum per Orientem befehligte mit der Prima Italica einen weiteren Teil der ursprünglichen Legion, die als pseudocomitatenses Dienst taten, während die Primani als Legio palatinae dem Magister militum praesentalis unterstanden.
Von Justinian I. (527–565) wurden die Befestigungen des Kastells Novae noch einmal instand gesetzt, doch ist unbekannt, welche Einheit dort lag.

## Standorte der Vexillationen
Vexillationen der Legion sind an zahlreichen Orte, wie zum Beispiel Lugdunum (Lyon), Dinogetia, Storgosia, Noviodunum (Isaccea), Kastell Iatrus, Kastell Capidava, Almus (Lom (Bulgarien)), Sexanta Prista, Municipium Montanensium (Montana (Bulgarien)) und Salonae (Salona), belegt.